# 슬로베니아 배구 국가대표팀

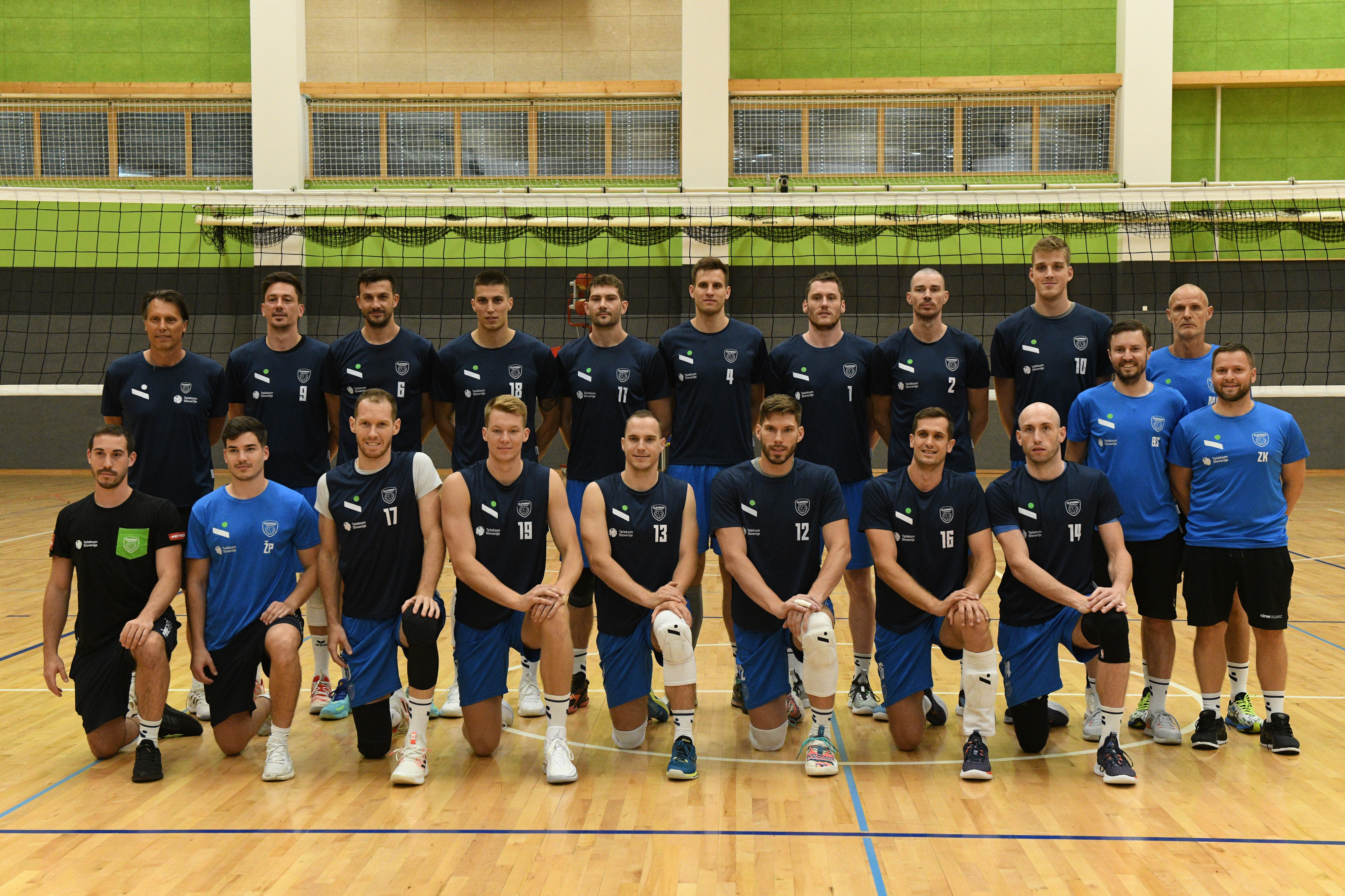

슬로베니아 배구 국가대표팀(슬로베니아어: Slovenska odbojkarska reprezentanca)은 슬로베니아를 대표하여 국가대항전에 참가하는 배구 국가대표팀으로 슬로베니아 배구 연맹에 의해 운영된다.